# Heterogaster urticae
Punaise de l'ortie
Espèce
Synonymes
- Heterogaster  longirostris Wagner, 1949
- Heterogaster  notatipes Walker, 1872

Heterogaster urticae, la Punaise de l'ortie, est une espèce d'insectes hétéroptères (punaises) de la famille des Heterogastridae.

## Description
Heterogaster urticae se distingue d'autres espèces du genre Heterogaster par de longues soies dressées sur la tête, le pronotum et les pattes, alors que les autres espèces ont une pubescence courte et couchées. Leur corps est noir et jaune-brun, la tête noire avec des tâches jaunes en avant du clypeus, à l'arrière de l'occiput et des tempes. Les antennes mesurent entre 0,42 et 0,46 fois la longueur du corps, de couleur jaune-brun, sauf l'article I en partie noir, et l'article II parfois assombri à l'apex. Le rostre atteint les hanches médianes ou postérieures. Le pronotum est trapézoïdal, fortement resserré au milieu. Le scutellum est noir, un peu caréné et éclairci au sommet. Les hémélytres sont jaunâtre et noir et atteignent l'apex de l'abdomen. La membrane est incolore, avec trois ou quatre petites taches circulaires noires. Les hanches sont jaunes, les fémurs noirs avec du jaune aux extrémités et parfois la tranche antérieure, les tibias jaunes avec trois anneaux noirs à brunâtres, les tarses jaunâtres, assombris au bout. le fémur antérieur porte une dent préapicale sur sa face antérieure. Le dessous du thorax et de l'abdomen sont noirs, et le connexivum (bordure de l'abdomen) bicolore. Elles mesurent entre 5,5 et 7,6 mm de long,.  
Les œufs sont blancs, en forme de concombre, de 0,5 mm de diamètre et de 1,2 mm de long. Les juvéniles se distinguent de ceux des autres espèces d’Heterogaster par un abdomen soit entièrement rougeâtre, soit avec des bandes rougeâtres transversales, alors qu'elles sont longitudinales chez les autres espèces. Ils portent également une pubescence dressée et aussi longue que le diamètre des antennes. 

## Répartition
Sa répartition est initialement typiquement paléarctique, de l'ouest de l'Europe (depuis les Açores et le Portugal) jusqu'en Asie centrale et même au Japon, et dans les zones non désertiques d'Afrique du Nord. Au nord, elle atteint en Scandinavie les degrés 61 à 62 de latitude au sud de la Finlande. En Grande-Bretagne, elle est historiquement présente dans le Sud du pays, mais on le rencontre maintenant jusqu'en Écosse. Péricart la considère comme commune dans bien des régions. Elle est mésophile à thermophile.
Elle a été introduite accidentellement en Amérique du Nord où elle s'établit à partir de 2010, notamment en Colombie Britannique (Canada) et en Californie, ainsi qu'en Nouvelle-Zélande et aux îles Chatham, où la plus ancienne observation est datée de 1979.

## Biologie
Cette espèce se nourrit sur les différentes espèces du genre Urtica, les orties, soit U. dioica (l'ortie dioïque) et U. urens (l'ortie brûlante) en Europe occidentale, U. pilulifera (l'ortie à pilules) en Grèce. On peut la rencontrer sur d'autres plantes, mais apparemment de manière accidentelle. En Nouvelle-Zélande, elle est trouvée également sur les racines d'oyat.
L'hivernation se passe au stade adulte, dans la litière, sous des écorces ou dans des nids d'oiseaux. L'activité reprend en avril ou mai. Les accouplements ont lieu de mai à  juillet, et les pontes une semaine plus tard. Les accouplements peuvent durer plusieurs jours. Les œufs sont pondus dans la litière au pied des orties à quelques millimètres de profondeur, le plus souvent par groupes des vingt ou trente, englués d'une substance collante sécrétée par la femelle. 
Le développement embryonnaire dure une dizaine de jours, puis, après l'éclosion, puis cinq à sept jours pour chacun des cinq stades larvaires, soit une quarantaine de jours au total. Les larves montent dans les orties en direction des organes fructifères. Les jeunes adultes apparaissent de juin à août dans le Sud de l'Europe, de fin août à début septembre en Grande-Bretagne. Il n'y a qu'une génération par an.
On constate une tendance grégaire lors de l'hibernation ou chez les jeunes larves,,. 

## Galerie

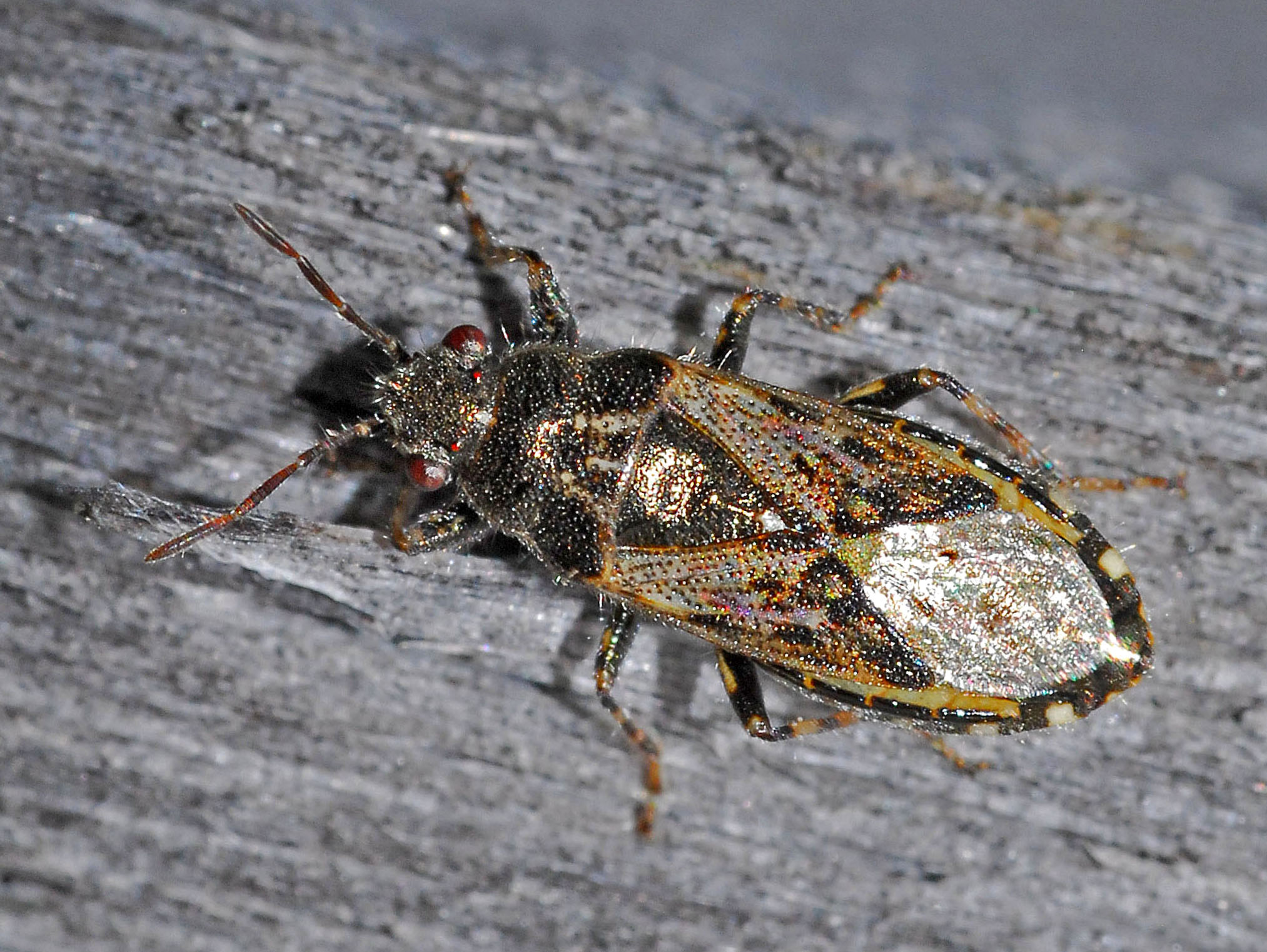
Heterogaster urticae, Italie.
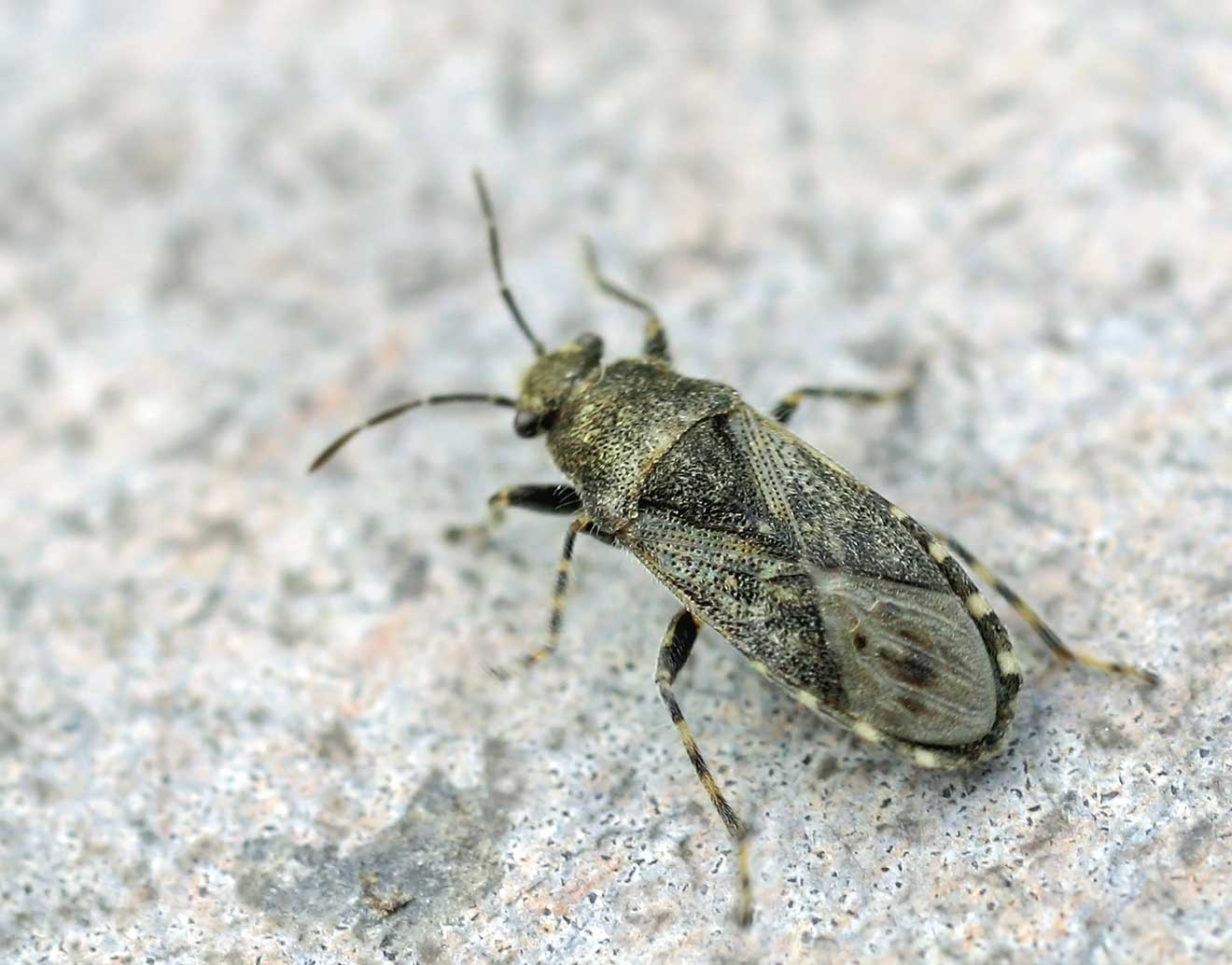
H. urticae, autre adulte.
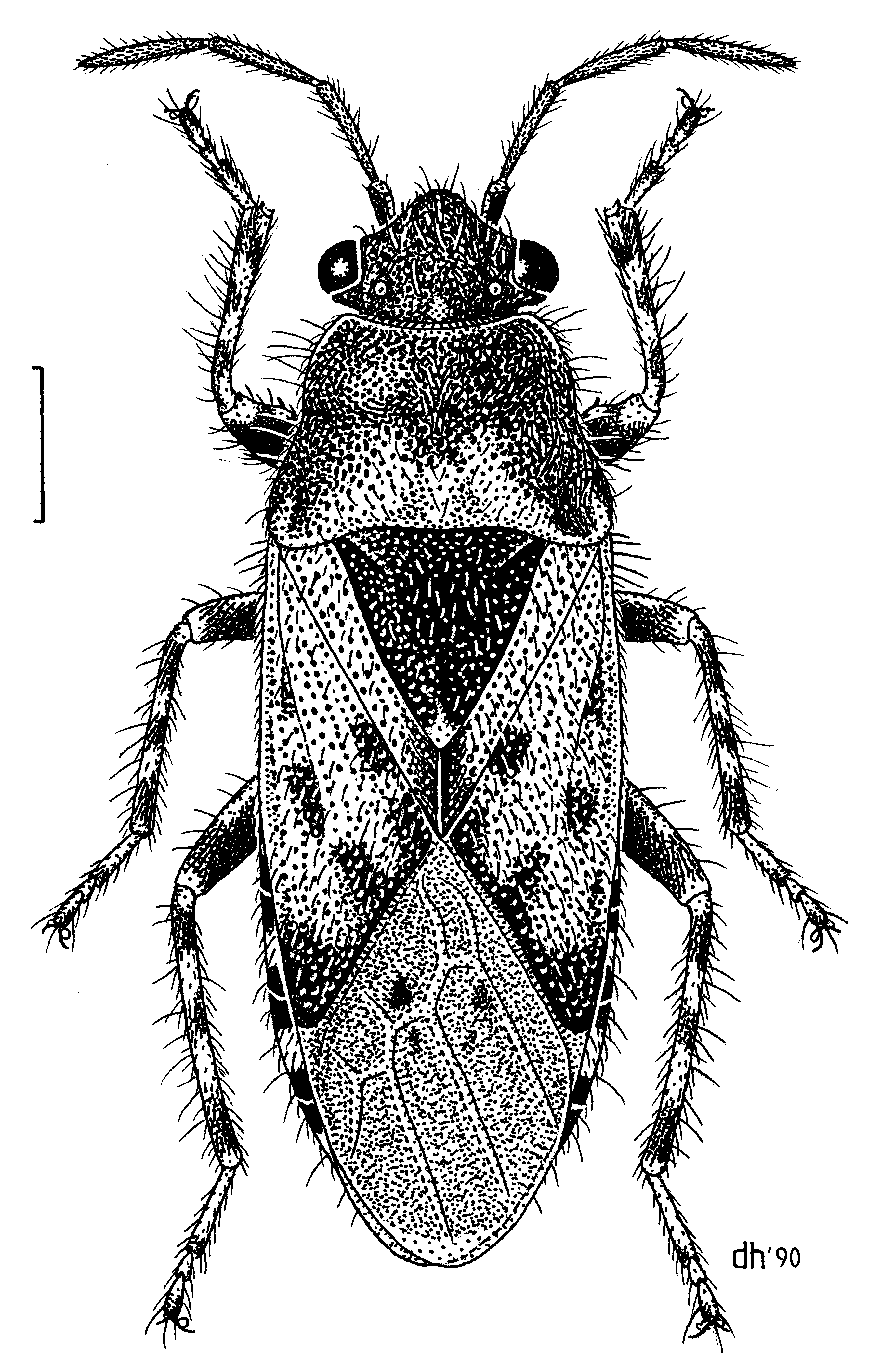
Représentation d’H. urticae par Des Helmore pour le Manaaki Whenua – Landcare Research, Nouvelle-Zélande.
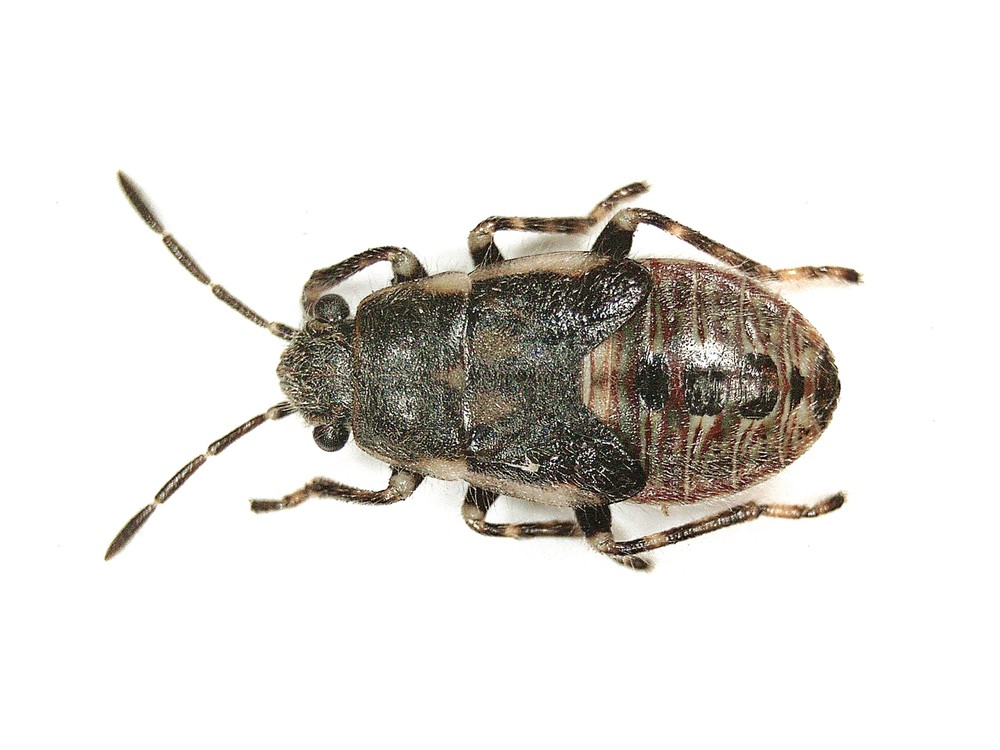
Juvénile, stade V.
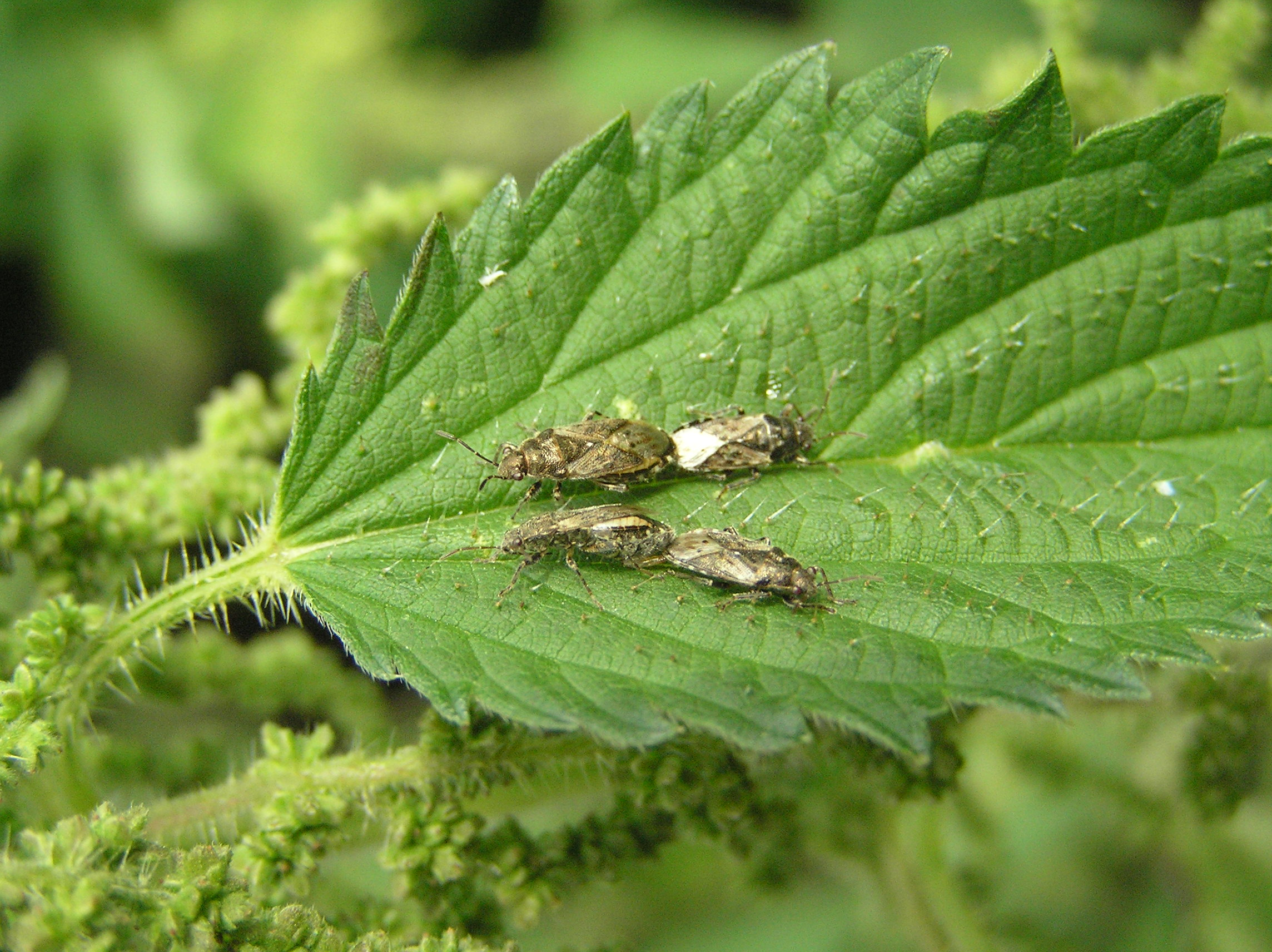
Accouplements d’H. urticae sur feuilles d'orties.

## Systématique
Cette espèce a été décrite initialement en 1775 par l'entomologiste danois Johan Christian Fabricius (1745–1808), élève de Carl von Linné, sous le protonyme de Cimex urticae. « Cimex » était alors le nom de genre donné à toutes les punaises terrestres à partir de Linné. Quant à l'épithète spécifique, « urticae », elle souligne la plante hôte de l'espèce, l'ortie, « Urtica » de son nom scientifique. Ultérieurement, elle est d'abord rattachée au genre Lygaeus par Pierre-André Latreille en 1804, qui souligne ainsi ses affinités avec les Lygaeidae, dans lesquels elle sera longtemps comprise, puis au genre Pachymerus par Amédée Louis Michel Lepeletier et Jean Guillaume Audinet-Serville en 1825, un genre aujourd'hui synonymisé avec Aphanus (Rhyparochromidae, une autre famille de Lygaeoidea). En 1829, elle est rattachée au genre Heterogaster par Peter Samuel Schilling qui le définit alors pour une nouvelle espèce, H. artemisiae, et auquel il rattache également H. urticae. Franz Xaver Fieber crée à son tour un nouveau genre, Phygadicus, auquel l'espèce sera rattachée, jusqu'à la synonymisation de ce nouveau genre avec Heterogaster, vers la fin du XIXe siècle.
Elle est donc l'espèce type du genre, par désignation subséquente.
H. longirostris, décrite de Chypre, a été synonymisée avec H. urticae, les différences entrant dans la marge de variabilité de l'espèce, de même que H. notatipes, décrite de Madère.